# 維多利亞·佩德雷蒂
維多利亞·佩德雷蒂（英語：Victoria Pedretti，1995年3月23日—）是一位美國女演員。2018年於Netflix影集《鬼入侵》中飾演克蘭家雙胞胎的妹妹尼爾而知名。

## 早年經歷
佩德雷蒂在賓夕法尼亞州的費城出生，她的父親是一名擁有意大利血統的教授。她的外祖母是德系猶太人，佩德雷蒂曾舉行過猶太教成人禮。
佩德雷蒂表示她在一個情感虐待的家庭中長大，但當談到她的父母時則說：「非常愛他們，他們已經盡了最大努力」。 她在六歲時被診斷患有專注力失調或過度活躍症。
她在2017年從卡尼基美隆大學的戲劇學院畢業。

## 職業生涯
佩德雷蒂於2014年開始表演生涯，她在大學時期出演過兩部獨立短片。2018年，她在Netflix影集《鬼入侵》中飾演尼爾·克蘭，演技獲得評論家的好評，也獲得了土星獎和MTV影視大獎的提名。
2019年，她在昆汀·塔倫蒂諾執導的喜劇戲劇電影《從前，有個荷里活》中出演暱稱露露的萊斯利·範·侯登（Leslie Van Houten）。同樣在2019年，佩德雷蒂在Netflix發布的影集《安眠書店》的第二季中飾演富家女樂芙·奎因。
2020年，佩德雷蒂客串了Apple TV+網絡劇集《幻異傳奇》中第一集的Evelyn Porter，並於同年在傳記電影《雪莉》（Shirley）中飾演凱瑟琳（Katherine）受到評論家好評。其後亦在Netflix電視劇《鬼莊園》中出演女主角丹妮爾·克萊頓。
她將在《安眠書店》第三季中回歸出演樂芙·奎因，該影集預定於2021年首播。

## 影視作品

### 電視劇
| 年份      | 名称         | 角色                                    | 注释             |
| --------- | ------------ | --------------------------------------- | ---------------- |
| 2018      | 《鬼入侵》   | 尼爾·克蘭（Eleanor "Nell" Crain Vance） | 主角             |
| 2019-2022 | 《安眠書店》 | 樂芙·奎恩（Love Quinn）                 | 第二及第三季主角 |
| 2019      | 《幻異傳奇》 | Evelyn Porter                           | 第五集「地窖」   |
| 2020      | 《鬼莊園》   | 丹妮·克萊頓（Danielle "Dani" Clayton）  | 主角             |

### 電影
| 年份 | 名稱                 | 角色              |
| ---- | -------------------- | ----------------- |
| 2019 | 《從前，有個荷里活》 | Leslie Van Houten |
| 2020 | 《雪莉》             | Katherine         |
| 2023 | 《美国不平等的根源》 |                   |